# Emmanuel Dahl
Emmanuel Dahl (ur. 14 kwietnia 1973 w Lyonie) – francuski piosenkarz, użyczył głosu do wielu filmów animowanych.

## Życiorys
Uczył się gry na fortepianie i gitarze. Pisał słowa do piosenek i zdecydował się opuścić ławki uniwersytetu, w wieku 20 lat w pełni zaangażował się w muzykę. W 1993 roku wyjechał do Paryża. Podjął pracę jako asystent inżyniera dźwięku w jednym z największych studiów nagraniowych w Paryżu, gdzie nagrywali m.in. Céline Dion i Jean-Jacques Goldman.
Jego głos został zauważony przez producentów i zaczął nagrywać dżingle do reklamy, m.in. Coca-Coli, filmów lub bajek.
W 1996 roku brał udział w spektaklu muzycznym Alice Dony Les Routes du soleil. Potem został zatrudniony przez Walt Disney Pictures do śpiewania w kilku filmach animowanch:
- Aladyn i król złodziei (Aladdin et le Roi des voleurs, 1996) jako Aladyn
  - Tombé du ciel, z Karine Costą
  - C'est la fantasia à Agrabah
- Herkules (Hercule, 1997) jako Herkules
  - Le Monde qui est le mien
- Król lew II: Czas Simby (Le Roi lion 2 : L'Honneur de la tribu, 1998) jako Kovu
  - L'amour nous guidera, z Brendą Hervé
  - L'Honneur de la tribu
- Zakochany kundel II: Przygody Chapsa (La Belle et le Clochard 2 : L'Appel de la rue, 2001) jako Scamp
  - L'Appel de la rue
  - Un monde sans barrières
  - Je n'avais jamais ressenti ça, z Veronicą Antico
  - La Famille z Veronicą Antico, Bénédicte Lecroart i Olivierem Constantin
- Kopciuszek 3: Co by było gdyby... (Le Sortilège de Cendrillon, 2007) jako książę
  - Une très belle année z Karine Costą

Użyczył również głosu postaciom w serialach telewizyjnych: Honey (2003), Studenckie ciała (Student Bodies, 1997–99) i Pepper Ann (1997–2001). W 1998 roku grał główną rolę Claude’a w musicalu Hair w Théâtre Mogador. Następnie występował w przedstawieniach: Il était une fois Bobino (1999), GMT w Casino de Trouville (2000). Był chórzystą w programach telewizyjnych z Ophélie Winter, Estelle Hallyday i Johnny Hallydayem.
W 2001 roku zastąpił Pablo Villafranca w roli Jozuego i Pedro Alvesa w roli Aarona w musicalu Dziesięć przykazań (Les Dix Commandements) w Palais des Sports.
Debiutował na ekranie rolą Miguela w filmie Alive (2004) u boku Richarda Anconiny, a następnie przez prawie rok odtwarzał postać Videopolisa z Parc Disneyland w Mickey’s ShowTime.
W 2004 roku utworzył zespół muzyczny Howshow. Między wrześniem 2005 a lipcem 2007 w zastępstwie za Emmanuela Moire grał wiele razy rolę Ludwika XIV w popularnym francuskim musicalu Le Roi Soleil.